# کریس هامفریز

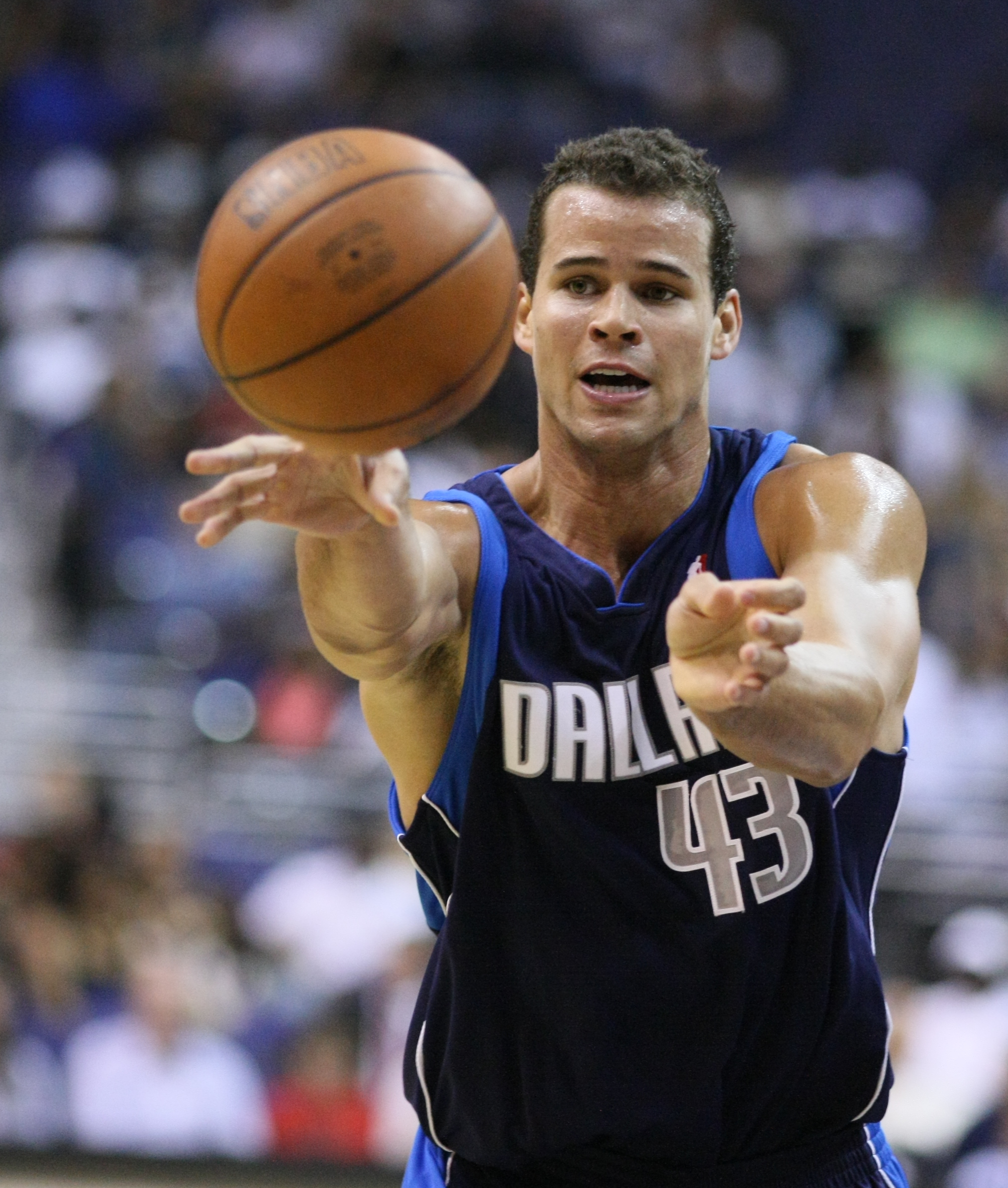

کریس هامفریز (به انگلیسی: Kris Humphries) (زاده ۶ فوریه ۱۹۸۵) بسکتبالیست حرفه‌ای آمریکایی، در پست فروارد قدرتی برای تیم آتلانتا هاکس است. او سابقاً برای تیم ملی زیر هجده سال آمریکا نیز توپ زد و یک مدال برنز از آن دوره دارد.